# Aubry-le-Panthou
Aubry-le-Panthou é uma comuna francesa na região administrativa da Normandia, no departamento Orne. Estende-se por uma área de 7,07 km². Em 2010 a comuna tinha 122 habitantes (densidade: 17,3 hab./km²).